# Gavenahalli, Hassan
Gavenahalli là một làng thuộc tehsil Hassan, huyện Hassan, bang Karnataka, Ấn Độ.